# Rotăria (okręg Jassy)
Rotăria – wieś w Rumunii, w okręgu Jassy, w gminie Ciortești. W 2011 roku liczyła 395 mieszkańców.